# Ian Tregillis
Œuvres principales
- Série Le Projet Eidolon

Ian Tregillis, né le 22 juin 1973 dans le comté de McLeod dans le Minnesota, est un écrivain américain de science-fiction et de fantasy. Il a collaboré avec George R. R. Martin pour la série Wild Cards.

## Œuvres

### SérieLe Projet Eidolon
1. Les Racines du mal, Panini Books, 2014 ((en) Bitter Seeds, Tor Books, 2010)Nommé au prix Hugo du meilleur roman 2011
2. (en) The Coldest War, Tor Books, 2012
3. (en) Necessary Evil, Tor Books, 2013Nommé au prix Locus du meilleur roman de fantasy 2014

### SérieThe Alchemy Wars
1. (en) The Mechanical, Orbit, 2015
2. (en) The Rising, Orbit, 2015
3. (en) The Liberation, Orbit, 2016

### SérieWild Cards
1. (en) Inside Straight, 2008Anthologie de nouvelles écrites avec Daniel Abraham, Michael Cassutt, Stephen Leigh, George R. R. Martin, John J. Miller, Melinda Snodgrass, Caroline Spector et Carrie Vaughn
2. (en) Busted Flush, 2008Anthologie de nouvelles écrites avec Stephen Leigh, Victor Milán, John J. Miller, Kevin Andrew Murphy (en), Walton Simons (en), Melinda Snodgrass, Caroline Spector et Carrie Vaughn
3. (en) Suicide Kings, 2009Roman coécrit avec Daniel Abraham, Stephen Leigh, Victor Milán, Melinda Snodgrass et Caroline Spector
4. (en) Lowball, 2014Anthologie de nouvelles écrites avec Michael Cassutt, David Anthony Durham, David D. Levine, Mary Anne Mohanraj, Melinda Snodgrass, Carrie Vaughn et Walter Jon Williams
5. (en) High Stakes, 2016Anthologie de nouvelles écrites avec David Anthony Durham, Stephen Leigh, John J. Miller, Melinda Snodgrass et Caroline Spector

### Roman indépendant
- (en) Something More Than Night, Tor Books, 2013